# Luigi Granelli
Luigi Granelli (Lovere, 1º marzo 1929 – Milano, 1º dicembre 1999) è stato un politico italiano, esponente della Democrazia Cristiana, più volte ministro e sottosegretario al Ministero degli affari esteri nei governi Rumor IV, Rumor V, Moro IV e Moro V.

## Biografia

Luigi Granelli

Ex operaio alla Italsider, si iscrive alla DC nel 1945.
Nei primi anni della sua attività politica entra a far parte della dirigenza giovanile democristiana bergamasca, condividendo le riflessioni politiche e culturali con Lucio Magri e Giuseppe Chiarante. Entra a far parte della corrente de La Base nel 1953 e con i giovani della Terza Generazione del partito democristiano collabora alla redazione del giornale Il Ribelle e il Conformista, sfidando a Bergamo i fanfaniani di Enzo Zambetti, al tempo segretario provinciale del partito. Nel 1965 è consigliere comunale a Milano. Nel 1968 è eletto deputato; successivamente viene riconfermato il suo seggio a Montecitorio per la VI e la VII Legislatura.
Dal 1976 al 1979 è anche membro del Parlamento europeo con la carica di capo della delegazione democristiana.
Nella VIII Legislatura, passa al Senato; vi resterà fino all'XI Legislatura (durante la quale tra l'altro è eletto vicepresidente del Senato) che si conclude nel 1994.
Scioltasi la Democrazia Cristiana in seguito a "tangentopoli", aderisce al PPI di Martinazzoli. Nel 1994 non si ricandida al fine di favorire il rinnovamento istituzionale e nel 1999, durante il congresso del PPI tenutosi a Rimini, si dimette dal partito poiché ormai in rottura con le scelte dei vertici.
Muore il 1º dicembre 1999 a Milano, città in cui è vissuto.
Ha fatto parte della Sinistra DC, denominata "La Base"; inizialmente esclusi dalle scelte di vertice del partito, i componenti della corrente sono riusciti a entrare nel consiglio nazionale della DC solo nel 1957, anno in cui proprio Granelli vi è stato infatti chiamato.
È anche noto per aver diretto il periodico politico Lo Stato Democratico.